# 先後関係と因果関係
先後関係と因果関係（せんごかんけいといんがかんけい）とは、経済学を学ぶ上で合成の誤謬と同じく陥りやすい誤りのこと。伝統的論理学の誤謬論における「前後即因果の誤謬」に当たる。
先後関係とは、ある事象Aが起きた後に事象Bが観測される関係。因果関係とは、ある事象Aが起きることが事象Bの発生に対して影響する関係。
例えば、太陽が昇る後に気温が上昇した場合は必然性のある因果関係があるだろう。しかし、おみくじで凶を引いた後に、悪いことが起きたとしても、これは因果関係ではなく必然性のない先後関係と言える。
経済学においては、さまざまな事象がおき、それら相互の影響が理論化されていくが、先後関係を因果関係と取り違えないよう気をつけなければならないとされている。

## 例
日本においては1990年代末に、不良債権増加と景況悪化をめぐる「卵とひよこ」論争が展開されたが、双方に強い因果関係があると言うよりも別の要因から二つの事象が発生しているという考え方がある。不良債権増加と景況悪化は、両方ともが企業の設備投資削減に端を発しているという考えで、実際に設備投資が回復すれば双方ともが改善に向かった。
この考え方に従うならば、企業の設備投資削減を原因として、その結果として不良債権増加および景況悪化が発生したのであり、不良債権増加と景況悪化との関係は単なる先後関係であるという意見である。
ただし、上記の不良債権増加と景況悪化には相互に弱い因果関係があるということも考えられるように、現実には原因は通例多数であって単一ではなく、また因果関係の判定には多大な観察および検証が必要とされる。